# ناديا نديم
ناديا نديم (بالدنماركية: Nadia Nadim)‏ (ولدت 2 يناير 1988)، هي لاعبة كرة قدم دنماركية من أصول أفغانية. تلعب في مركز الهجوم في صفوف نادي مانشستر سيتي، وفي المنتخب الدنماركي.

## النشأة
ولدت ناديا في هراة، وترعرعت في أفغانستان. والدها رباني كان جنرالا في القوات المسلحة الأفغانية، قتلته جماعة طالبان في سنة 2000. اضطرت للهروب مع والدتها وشقيقاتها الأربع إلى الدنمارك حين كان عمرها 12 عامًا، وهناك بدأت ممارسة رياضة كرة القدم. صرحت ناديا لاحقاً أنه لم يسبق لها رؤية أي فتاة تمارس الرياضة من قبل، وأكدت أن مصيرها كان سيكون القتل لو أنها بقيت في أفغانستان، بسبب عقليتها المتفتحة التي لا تتناسب مع هذا المجتمع المحافظ.
كانت والدتها حميدة ترغب بالذهاب إلى لندن، للمكوث عند بعض الأقارب هناك. وبالفعل جرى تهريبها إلى أوروبا عبر باكستان، باستخدام جوازات سفر مزورة إلى إيطاليا بالطائرة، وهناك جرى وضعهم في شاحنة كان من المتوقع أن تذهب بهم إلى لندن، وبعد رحلة استغرقت أياماً عدة، توقفت الحافلة، وجرى إخراج الركاب، لم تنته الرحلة في لندن كما توقعوا، وبسؤال أحد المارة اتضح أن سائق الحافلة أنزلهم في إحدى المناطق الريفية في الدنمارك.

## المسيرة مع الأندية
وقعت ناديا أول عقد احترافي مع نادي إسكوف باكن في عام 2006، قبل أن تنتقل إلى فورتشونا هورينغ في 2012، الذي أتاح لها المشاركة لأول مرة في بطولة دوري أبطال أوروبا في سبتمبر من العام نفسه، حيث سجلت هدفين في الفوز 2-1 على بطل اسكتلندا غلاسكو سيتي.
انتقلت ناديا إلى الولايات المتحدة الأمريكية لتشارك ضمن صفوف نادي سكاي بلو في منافسات الدوري الوطني قرب نهاية موسم 2014، حيث لعبت في ست مباريات وسجلت سبع أهداف وصنعت ثلاثة. واختيرت كلاعبة الأسبوع في 19 أغسطس، ولاعبة الشهر في نهاية أغسطس. مما جعل نادي سكاي بلو يعلن عن تجديد عقد نديم لموسم كامل، في 16 فبراير 2015.
انضمت بعد ذلك إلى نادي بورتلاند ثورنز في 14 يناير 2016، وسجلت مع الفريق تسع أهداف لتحتل صدارة هدافي الفريق الأول ذلك الموسم، وساهمت مع الفريق في انتزاع درع الدوري الوطني في موسم 2016. وفي الموسم التالي، ساعدت الفريق في الوصول إلى المركز الثاني والفوز ببطولة الكأس.
وقعت نديم مع نادي مانشستر سيتي في 28 سبتمبر 2017، للعب في صفوف فريق السيدات في الدوري الإنجليزي الممتاز. لعبت مباراتها الأولى مع مانشستر سيتي في 7 يناير 2018، ضد فريق ريدينج. وبعد ست دقائق على أرضية الملعب، أحرزت هدفها الأول للفريق، وبعد مرور 26 دقيقة، صنعت هدف مانشستر سيتي الثاني في المباراة.

## المسيرة مع المنتخب
بموجب قانون الجنسية الدنماركية، لم يكن بوسع نديم التقدم بطلب للحصول على الجنسية حتى بلغت الثامنة عشرة عام 2006. وعندما مُنحت الجنسية في نهاية المطاف في عام 2008، قواعد فيفا للأهلية منعت نديم من اللعب للدنمارك، عارض اتحاد الدنمارك لكرة القدم قواعد فيفا وقدم عريضة يطالب بالسماح لناديا بالانضمام إلى المنتخب. بالتالي، منح الاتحاد الدولي لكرة القدم استثناء خاصا في قضية نديم لتلعب في صفوف المنتخب الدنماركي.
أصبحت نديم على الفور عضوًا في المنتخب الوطني للدنمارك، وكانت أول مباراة لها مع المنتخب في كأس ألغارف 2009 حيث تعرضت لهزيمة 0-2 ضد الولايات المتحدة، وبذلك أصبحت أول لاجئة تحمل الجنسية الدنماركية تلعب في صفوف الفريق الأول.

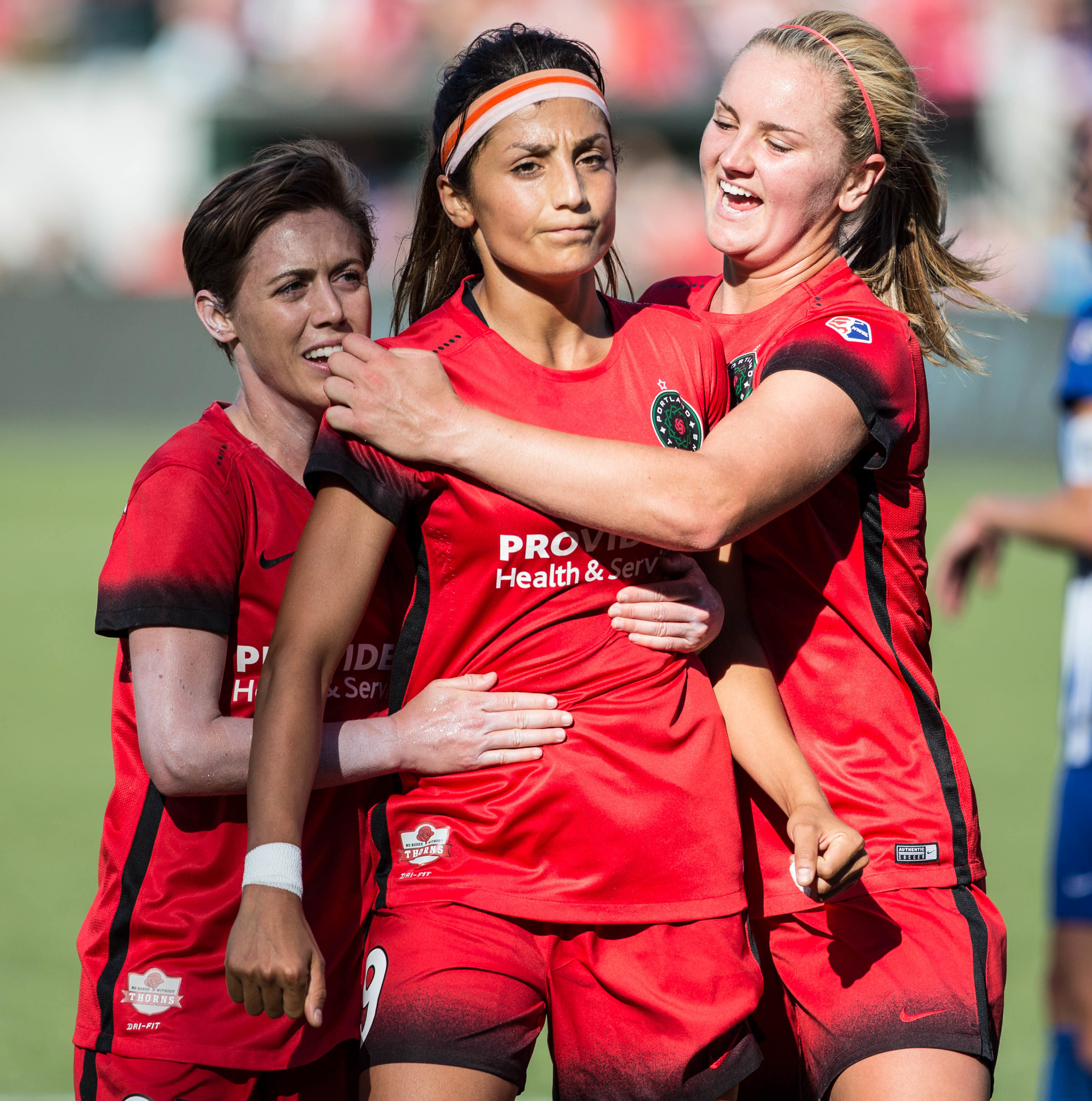
ناديا نديم بعد إحرازها هدف لنادي بورتلاند ثورنز في 2016

اختارها مدرب الدنمارك كينيث هاينر مولر ضمن تشكيلة المنتخب الذي شارك في بطولة أمم أوروبا سنة 2013، وفي المباراة الأولى في دوري المجموعات، شاركت كبديلة ضد منتخب السويد في المباراة التي انتهت بالتعادل.
لعبت دورًا هامًا في بطولة أمم أوروبا سنة 2017، وساعدت الفريق في الوصول إلى المباراة النهائية للمرة الأولى في تاريخه، قبل أن تخسر أمام المنتخب المستضيف هولندا.

## الحياة الشخصية
يمتد طموح ناديا إلى أبعد من مباريات كرة القدم، حيث أنها قطعت شوطاً في دراسة الطب (عن بعد) للحصول على درجة علمية من جامعة آرهوس في الدنمارك، وتخطط للعمل في مجال الجراحة التجميلية، وهو فرع من الطب يٌعنى بإعادة تجميل الوجه عند تعرض صاحبه للحوادث، وليس الجراحة التي يطلبها المشاهير لتحسين ملامح الوجه وإعادته إلى الشباب.
نديم مسلمة، تمارس الشعائر الدينية، وتتحدث سبع لغات وهي الدنماركية والإنجليزية والألمانية والفارسية والأردية والهندية والعربية.